# Under Fire!
Under Fire! è un videogioco strategico a turni a scala tattica che simula battaglie terrestri della seconda guerra mondiale, pubblicato dalla Avalon Hill nel 1985 per Apple II e nel 1987 per Commodore 64 e MS-DOS.
Nel 1988 era in sviluppo anche una versione Macintosh che però non risulta esistente.

## Modalità di gioco
Under Fire! è un wargame di complessità elevata e orientato al realismo. Si può giocare contro il computer a quattro livelli di difficoltà oppure in due giocatori in competizione. Ciascun contendente controlla una squadra di forze di terra di Germania, Stati Uniti o Unione Sovietica, selezionabili liberamente a prescindere dallo scenario (anche USA contro URSS, ma non una nazione contro sé stessa).
Sono disponibili tre mappe di ambientazione, con diversa presenza di zone urbane, boschi e campo aperto. Ogni mappa ha tre possibili scenari, non corrispondenti a eventi storici specifici, per un totale di 9 scenari. Inoltre, in ogni scenario, ciascuna squadra può scegliere i suoi ordini generali ossia il proprio obiettivo primario, ad esempio attaccare un'area, difendere un'area o eliminare più nemici possibile. Sebbene le mappe abbiano sempre la stessa grandezza, si può selezionare la dimensione reale delle caselle, da 12 a 72 metri l'una, variando così la scala dei movimenti.
I due schieramenti sono costituiti da fino a 32 unità, che rappresentano piccoli gruppi di fanteria variamente armata, singoli comandanti, o singoli veicoli: artiglierie semoventi, carri armati e altri veicoli di supporto. Si possono utilizzare gli schieramenti predefiniti oppure creare la propria selezione di unità spendendo dei punti. La varietà di situazioni tattiche di terra che possono essere rappresentate è molto grande.
In gioco si dovrà tener conto di molti fattori, tra cui caratteristiche di dettaglio dell'equipaggiamento di ogni unità, morale, esperienza, rifornimenti e relativo peso di trasporto, postura e copertura, visibilità, terreno ed elevazione, stagione.
La schermata di gioco può mostrare la mappa a tre scale differenti: mappa situazionale di tutta l'area, mappa strategica che mostra una zona a maggiore dettaglio con scorrimento, e mappa tattica ancora più in dettaglio. Le caselle sono costituite da una griglia quadrata non visibile. Lo scenario è sempre tutto visibile, mentre le unità nemiche si vedono solo quando sono nella linea di visuale delle proprie. Il controllo avviene tramite menù testuali posti sotto la mappa e in alcuni casi un cursore per selezionare sulla mappa.
A ogni turno, prima il giocatore assegna gli ordini di movimento a ciascuna unità, poi al termine avviene la reale esecuzione degli ordini per tutte le unità simultaneamente. I movimenti in particolare possono essere di tipo normale oppure scouting, nel secondo caso l'unità si ferma se dovesse avvistare un'unità nemica durante l'esecuzione. Ogni turno è diviso in 24 periodi di tempo e ogni azione o attesa delle unità può impiegare uno o più periodi.
A intervalli fissi di un certo numero di periodi avvengono le fasi di combattimento, che possono essere in tutto 2, 3, 4 o 6 per turno a seconda dell'impostazione generale della partita. Come per i movimenti, in ogni fase di combattimento si danno prima gli ordini a tutte le unità, poi vengono eseguiti simultaneamente. Gli ordini includono la scelta dell'obiettivo (unità o area) su cui fare fuoco con ciascuna arma e l'atteggiamento offensivo o difensivo. C'è anche la possibilità di alterare lo scenario distruggendo strade, ponti o edifici. Come impostazione generale, il combattimento può essere controllato dal computer, dal giocatore, oppure dai comandanti, nel senso che il giocatore può dare ordini di attacco solo alla fanteria nelle vicinanze del comandante e ai veicoli, mentre le altre unità combattono automaticamente.
Al termine del turno c'è una fase di organizzazione che serve a dare alcuni ordini particolari, come la gestione dei materiali trasportati o l'uscita dell'equipaggio da un veicolo.
A fine partita, dopo un numero fisso di turni (10 negli scenari predefiniti), si ottiene un rapporto dettagliato della battaglia, ma è deliberatamente assente un'esplicita determinazione del vincitore. Viene lasciata ai giocatori la valutazione di quanto siano giunti vicino all'obiettivo.

## Espansioni
L'edizione per Apple II è costituita da tre dischi, uno principale, uno per gli scenari inclusi, e un disco Mapmaker che contiene un editor di livelli per creare i propri scenari. Nelle successive edizioni per Commodore 64 e MS-DOS il Mapmaker costituisce invece un'espansione che si poteva acquistare a parte.
Nel 1986 uscirono due espansioni per Apple II, Extended Capability Disk I e II. La prima aggiunge molte nuove unità, anche degli eserciti di Regno Unito, Italia e Giappone, e due nuove mappe con sei scenari. La seconda, intitolata anche Campaign Game, aggiunge varie nuove funzionalità, tra cui: costruire battaglioni di oltre 100 unità, mantenere i veterani da uno scenario all'altro, e per le singole unità arrendersi, ritirarsi fuori mappa o stare in riserva; migliora inoltre la velocità di esecuzione del programma.
Di queste espansioni non uscirono conversioni per le altre piattaforme.

## Accoglienza
Under Fire! venne spesso considerato simile a Squad Leader, un precedente gioco da tavolo di successo della Avalon Hill. Lo ammise anche l'editore stesso, ma non si tratta di una trasposizione; l'ambientazione e la scala tattica sono le stesse, ma le meccaniche di gioco sono differenti.
Under Fire! per Apple II ottenne alcuni giudizi molto positivi dalla stampa statunitense dei suoi tempi, venendo a volte considerato all'avanguardia nel suo genere, sebbene avesse qualche problema di lentezza del programma.
Computer Gaming World nel 1987 fece anche una comparazione con i giochi simili Computer Ambush e Field of Fire, ritenendo Under Fire! il più ambizioso e difficile e il migliore per grafica e versatilità.
La stessa rivista però nel 1993, in un censimento di wargame, gli diede un giudizio mediocre, perché era ormai antiquato.
I riferimenti alle versioni Commodore 64 e MS-DOS sono più rari; una recensione dettagliata positiva, sebbene con dei difetti, venne da Commodore Magazine.